# Porto de Jaraguá
O Porto de Jaraguá, também conhecido como Porto de Maceió, é um porto brasileiro localizado no estado de Alagoas, na capital Maceió. Atualmente é administrado pela APMC - Administração do Porto de Maceió, subordinada a Companhia Docas do Rio Grande do Norte - CODERN.
Foi o desenvolvimento econômico e comercial do Porto de Jaraguá, junto às margens da lagoa Mundaú, chamada maçaio, que fez surgir uma grande povoação que recebeu o nome de Maceió, atual capital de Alagoas.
O Porto de Jaraguá é considerado um "porto natural" que facilita o atracamento de embarcações, por onde os produtos mais exportados na época da colonização foram açúcar, fumo, coco e especiarias.
Tem o maior terminal açucareiro do mundo, além de ser um dos mais movimentados do Brasil.

## Fundação

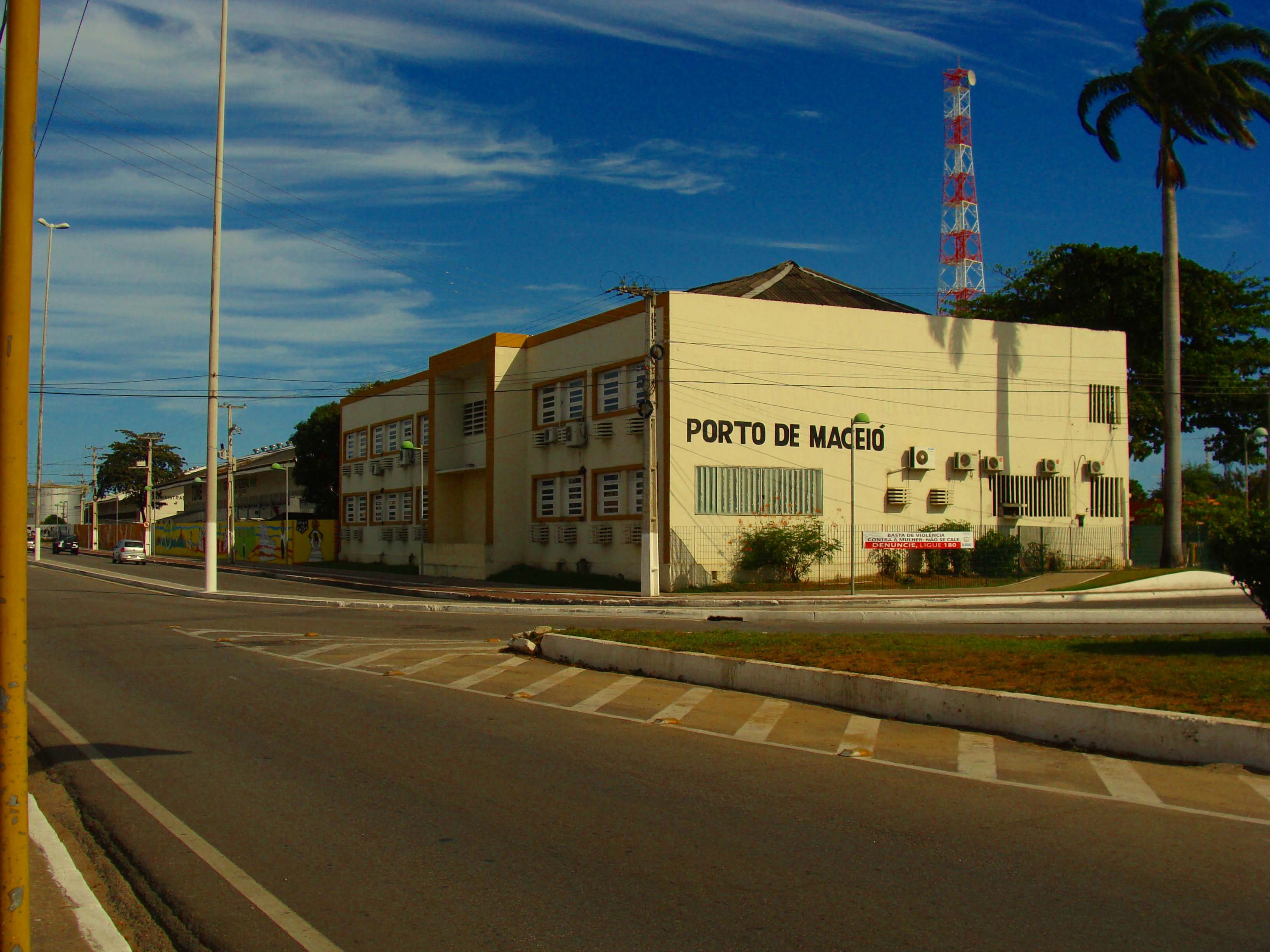
Escritório do Porto de Maceió

Até a construção do Porto, todos os navios que chegavam a Maceió ficavam ancorados na enseada de Jaraguá, com a operações de carga e descarga realizando apenas por intermédio de botes e barcos de apoio atracados em trapiches, sendo o principal destes a chamada Ponte de Embarque ou Ponte de Jaraguá, uma estrutura composta de madeira e ferro, com certa de 150 metros de extensão adentrando o mar. 
Inagurada em 7 de setembro de 1870, a Ponte de Embarque representou um autêntico marco na história de Alagoas, cujos desdobramentos enconômicos, ao longo de várias décadas de movimentação de bens, para potencializar a decisão de se construir um verdadeiro porto no local. 
E, 1896, a empresa The National Harbour Company ltd. obteve a concessão do porto pela Lei Imperial nº 1.746, de 13 de outubro de 1869, mas as obras não prosseguiram.
Em 1918, promovido a reforma da Ponte de Embarque resolveu valorizar a pequena área que ficava nos fundos da recebedoria e para lá transferiu a replica da Estátua da Liberdade e outras obras de arte ficando até o ano de 1939 e em 1994 foi devolvidade a replica da Estátua da Liberdade para a Praça 18 do Forte de Copacabana, onde se encontra até hoje.
Em 20 de outubro de 1940, depois de aproximadamente cinco anos de obras civis, ocorreu a solenidade de inaguração do Porto de Maceió, um complexos de instalações de acostagem e armazenagem poscionado no vértice entre as praias de Jaraguá e Pajuçara, em área localizada nas cercanias da antiga Ponte de Embarque.
A primeira operação de embarque de açúcar ocorreu em 23 de janeiro de 1942, em 1943 a Ponte de Jaraguá perde rapidamente a serventia econômica e inicia-se o processo de sua efetiva desativação.
A partir de 1963, o Porto de Maceió foi transferido para o Governo Federal editado pelo Decreto Presidencial nº 52.345, vinculado Departamento Nacional de Portos e Vias Navegáveis – DNPVN. De 1975 a 12 de abril de 1990, ficou subordinado à Empresa de Portos do Brasil – Portobras. Com a extinção da Portobras, em 1990, a administração do Porto de Maceió passou a ser exercida pela Companhia Docas do Rio Grande do Norte, mediante Convênio de descentralização também sob a chancela federal.